# Bachelor in Paradise
Bachelor in Paradise (Brasil: Solteiro no Paraíso / Portugal: Um Solteirão no Paraíso) é um filme norte-americano de 1961, do gênero comédia, dirigido por Jack Arnold e estrelado por Bob Hope e Lana Turner.
Bachelor in Paradise é o primeiro trabalho de Bob Hope na MGM, depois de vinte e três anos de carreira. O filme assinala o início de seu declínio nas telas.
A canção título, composta por Henry Mancini e Mack David, foi indicada ao Oscar.

## Sinopse
Especialista em "assuntos do amor", Adam J. Niles é contratado para escrever sobre os hábitos sexuais das esposas suburbanas. Sua pesquisa em campo leva-o à comunidade de Paradise, na Califórnia, cuja população feminina compõe-se exclusivamente de belas recém-casadas. Por incrível que pareça, e para desespero dos maridos, as jovens casadinhas começam a correr atrás de Adam, especialmente Linda Delavane, a sensual esposa do perplexo Larry! Mas em Paradise reside também Rosemary Howard, a única solteira do lugar, e, para alegria de todos, ela não quer deixar Adam escapulir...

## Principais premiações
| Patrocinador                                            | Prêmio       | Categoria                                   | Situação |
| ------------------------------------------------------- | ------------ | ------------------------------------------- | -------- |
| Academia de Artes e Ciências Cinematográficas           | Oscar        | Melhor Canção Original                      | Indicado |
| Associação de Correspondentes Estrangeiros de Hollywood | Golden Globe | Melhor Ator - Comédia ou Musical (Bob Hope) | Indicado |

## Elenco

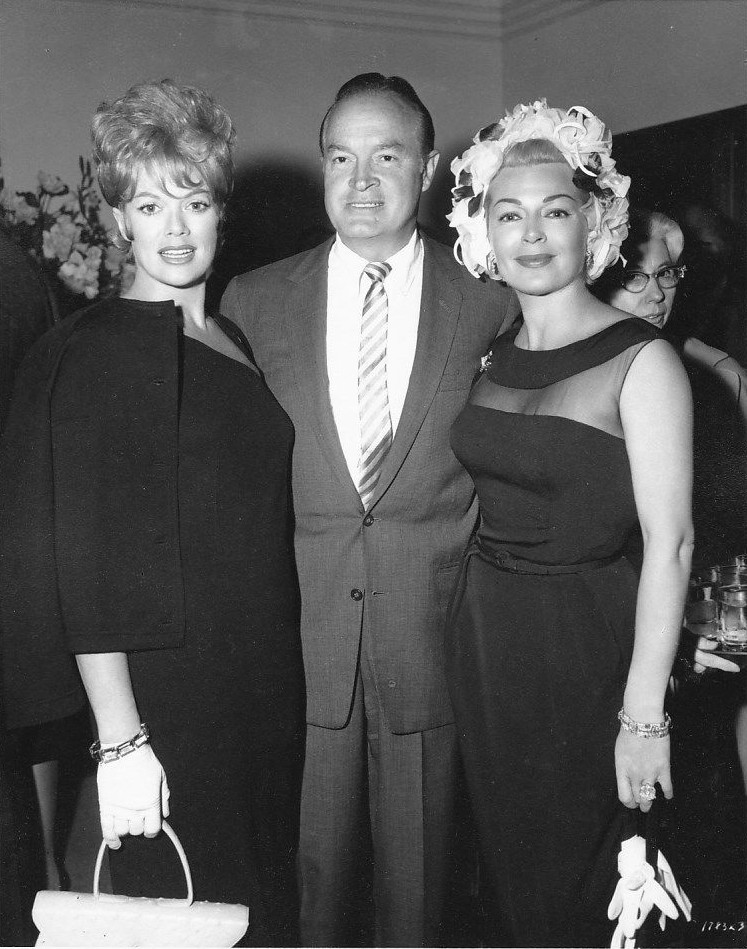
Janis Paige, Bob Hope e Lana Turner

| Ator/Atriz         | Personagem        |
| ------------------ | ----------------- |
| Bob Hope           | Adam J. Niles     |
| Lana Turner        | Rosemary Howard   |
| Janis Paige        | Dolores Jynson    |
| Jim Hutton         | Larry Delavane    |
| Paula Prentiss     | Linda Delavane    |
| Don Porter         | Thomas W. Jynson  |
| Virginia Grey      | Camille Quinlaw   |
| Agnes Moorehead    | Juíza Peterson    |
| Florence Sundstrom | Senhora Pickering |
| John McGiver       | Austin Palfrey    |
| Clinton Sundberg   | Rodney Jones      |
| Alan Hewitt        | Promotor Backett  |
| Reta Shaw          | Senhora Brown     |